# Sarah Cook (aviron)
Pour les articles homonymes, voir Sarah Cook et Cook.
Sarah Ann Patricia Cook, née le 4 février 1985 à Brisbane, est une rameuse australienne.

## Biographie
Sarah Cook termine troisième de l'épreuve de huit aux Championnats du monde d'aviron 2006. Elle participe aux Jeux olympiques d'été de 2008 et termine dixième en deux sans barreur avec Kim Brennan. Aux Mondiaux de 2010, elle obtient la médaille d'argent en quatre sans barreur. Aux Jeux olympiques d'été de 2012, elle se classe sixième de l'épreuve de huit.